# Ida Grove (Iowa)
Ida Grove – miasto w Stanach Zjednoczonych, w stanie Iowa, siedziba hrabstwa Ida. W 2000 liczyło 2 350 mieszkańców.